# 佩什馬松林國家公園
56°59′N 63°47′E / 56.983°N 63.783°E

佩什馬松林國家公園是俄羅斯的國家公園，位於該國中西部斯維爾德洛夫斯克州，成立於1993年，面積490平方公里，受溫帶大陸性濕潤氣候影響。